# 주앙 그리말도
주앙 알베르토 그리말도 우비디아(스페인어: Joao Alberto Grimaldo Ubidia, 2003년 2월 20일 ~ )는 페루의 축구 선수로 현재 페루 프리메라 디비시온의 스포르팅 크리스탈에서 윙어로 뛰고 있다.